# Hollow Man (canción)
«Hollow Man» es la cuarta pista y el segundo sencillo del álbum Accelerate de la banda estadounidense R.E.M..
El video de la canción fue realizado por Crush Inc., un estudio de diseño gráfico y producción con base en Toronto. El vídeo fue publicado en la página web del grupo el 23 de abril de 2008.
El sencillo fue lanzado el 2 de junio de este mismo año en el Reino Unido y llegó al número 20 en este país.

## Canciones

### CD sencillo (UK, W804CD1)
1. "Hollow Man" - 2:42
2. "Horse to Water" (Live in Vancouver) - 2:38

La carátula del CD muestra el escritorio típico de un móvil Nokia.

### Edición digital
- Este sencillo de tres pistas sólo es posible encontrarlo en tiendas en línea con la posibilidad también de obtener las canciones por separado.

1. "Hollow Man" - 2:42
2. "Horse to Water" (Live in Vancouver) - 2:38
3. "Indian Summer" - 5:01

## Créditos
- Las canciones Hollow Man y Horse to Water fueron escritas por Mike Mills, Peter Buck y Michael Stipe
- La canción Indian Summer fue escrita por Calvin Johnson (Publicada en su álbum Jamboree en 1988).